# Ырбан
Ырбан — посёлок в Тоджинском районе Республики Тыва России. Административный центр и единственный населённый пункт сумона Ырбан.

## История
В 1959 году для нуждающейся в древесине растущей Туве была создана государственная комиссия для поиска площадки для будущего большого леспромхоза. Госкомиссия остановила свой выбор на многокилометровом лесном массиве «Ырбан» в пойме Енисея. Для строительства поселка отвели 25 гектаров в сотне метров от протока, в защите от паводка. Предусмотрели и площадку для посадки самолётов.
В 1960 году на улице Промышленной открыта начальная школа.

## География
Село находится у впадении в р. Большой Енисей её притока — р. Хам-Сара в Тоджинской котловине.
Расстояние до районного центра Тоора-Хем — 38 км, до Кызыла — 141 км.
Ближайшие населенные пункты: Сыстыг-Хем 15 км, Ий 26 км, Салдам 36 км.
Ырбан, как и весь Тоджинский кожуун, приравнен к районам Крайнего Севера.

## Население
| 2002 | 2010 | 2011 | 2012 | 2013 | 2014 | 2015 |
| ---- | ---- | ---- | ---- | ---- | ---- | ---- |
| 417  | ↘325 | →325 | ↘318 | ↘309 | ↘307 | ↘293 |
| 2016 | 2017 | 2018 | 2019 | 2020 | 2021 |      |
| ↘290 | ↗293 | ↘278 | ↘275 | ↘263 | ↘228 |      |

## Инфраструктура
Электричество от дизельной электростанции. Ведется строительство ЛЭП-220 Туран — Ырбан— Ак-Суг. В 2016 году подключен к скоростному волоконно-оптическому интернету.
образование
Средняя общеобразовательная школа
Детский сад
экономика
Действовали: Ырбанский леспромхоз, больница.
Ведутся ООО «Голевская ГРК» геолого-разведочные, геофизические и геохимические работы в области изучения недр.
культура
«Ырбанский сельский дом культуры». При нём действует библиотека
административная деятельность
Администрация села и сумона Ырбан.

## Транспорт
Воздушный транспорт. Наземный транспорт невозможен.
Авиакомпания Тува авиа осуществляет регулярные из аэропорта Кызыл в аэропорт Ырбан.

## Известные жители
С 1970 года в Ырбане живёт и работает Бронислав Лашевич, отличник здравоохранения СССР, заслуженный работник здравоохранения Тувы.
Почётным званием «Почётный работник образования РФ» удостоены учителя Ырбанской школы:
Бабушкина Любовь, учитель начальных классов,
Лазарева Галина, учитель русского языка и литературы,
Любухина Любовь, учитель географии и биологии.